# Josef Alois Jüstel

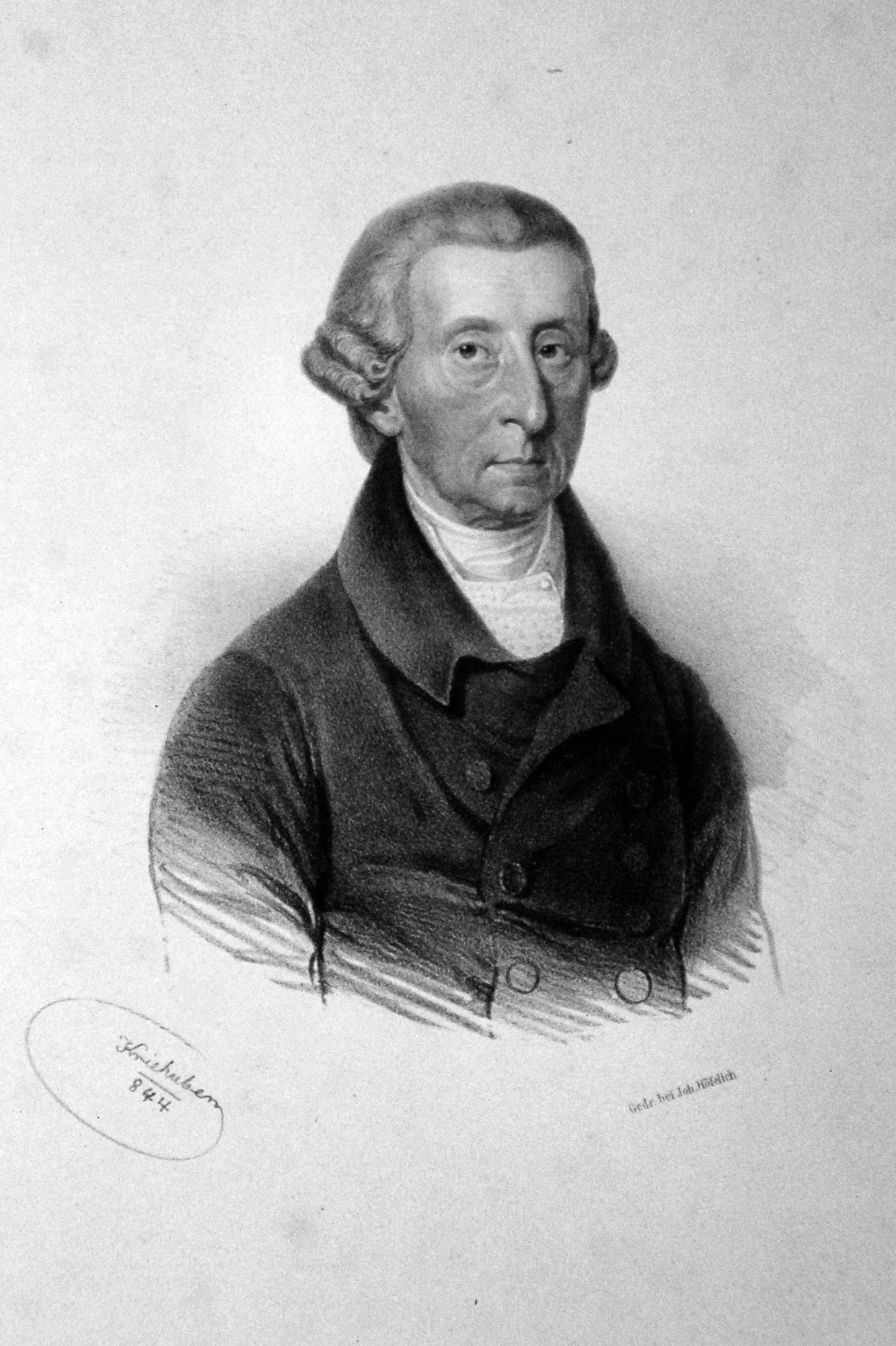
Josef Alois Jüstel, Lithographie von Josef Kriehuber, 1844

Josef Alois Jüstel (* 7. Februar 1765 in Leitmeritz, Böhmen; † 7. April 1858 in Wien) war Moraltheologe und Politiker.

## Leben und Wirken
Jüstel wurde 1788 zum Priester geweiht. 1783 wurde er zum Dr. phil. und 1790 zum Dr. theol. promoviert. Im selben Jahr wurde er Professor für Moraltheologie. 1798 bis 1814 war er Direktor der Universitätsbibliothek Graz, die zu dieser Zeit allerdings vorübergehend nur den Status einer Lyzeums-Bibliothek hatte.
1803 wurde Jüstel Referent für das steirische Schulwesen. 1815 wurde er Hofrat und Referent für das Studien- und Zensurwesen in Wien. Später hatte er noch weitere hohe staatliche Ämter inne. 1823 und 1839 war er Rektor der Universität Wien, 1835 bis zum Tod war er Propst des königlichen Kollegiatkapitels St. Peter und Paul auf dem Vyšehrad (Prag).